# Boronia Island
Boronia Island ist eine unbewohnte Insel im australischen Bundesstaat Western Australia. Die Insel im Indischen Ozean gehört zu den Montebello-Inseln. Sie ist 86,2 Kilometer vom australischen Festland entfernt. 
Sie ist 360 Meter lang, 70 Meter breit und drei Meter hoch. Die Nachbarinseln heißen Hibiscus Island, Bluebell Island und Birthday Island.